# Malik Fathi
Malik Fathi (29 de octubre de 1983) es un exfutbolista alemán, aunque de padre turco. Se desempeñaba como defensa y lateral izquierdo. Su último equipo fue el Club Deportivo Atlético Baleares.

## Clubes
| Club                     | País     | Año       |
| ------------------------ | -------- | --------- |
| Hertha de Berlín         | Alemania | 2003-2008 |
| FC Spartak de Moscú      | Rusia    | 2008-2010 |
| Maguncia 05              | Alemania | 2010-2014 |
| Kayserispor (cedido)     | Turquía  | 2012-2013 |
| TSV 1860 Múnich (cedido) | Alemania | 2013      |
| Atlético Baleares        | España   | 2015-2018 |